# Reine Almqvist
Pour les articles homonymes, voir Almqvist.
Reine Almqvist (né le 12 avril 1949 à Göteborg, en Suède) est un joueur de football et aujourd'hui entraîneur suédois.

## Biographie

### Joueur de club
Almqvist joue durant sa carrière dans de nombreux clubs du championnat suédois tels que l'IFK Göteborg, l'Åtvidabergs FF, l'IFK Sundsvall. 
Sa seule parenthèse hors de son pays est lorsqu'il joue en ASL dans le club des Seattle Sounders.
Il retourne au pays en 1981 et rejoue dans quelques clubs comme le BK Hacken, l'Ope IF, et le Djerv 1919.
Il finit deux fois meilleur buteur de l'Allsvenskan (première division) en 1969 et en 1977.

### International
Il joue quatre fois avec l'équipe de Suède.

### Entraîneur
Après sa carrière de joueur, Almqvist devient entraîneur. Entre 1977 et 2000, Almqvist n'entraîne que des clubs suédois tels que l'IF Olsfors, le Kullens BK, ses anciens clubs du BK Häcken et du Djerv 1919, Fredrikstad FK, l'Helsingborgs IF, l'IFK Göteborg, ainsi que le Landskrona BoIS. 
Il part ensuite du côté de la Norvège et prend tout d'abord les rênes de Bryne de 2001 à 2003, avant de s'occuper du FK Tønsberg entre 2003 et 2005.
Il rentre ensuite au pays après une expérience norvégienne de cinq ans, et entraîne le Västra Frölunda IF puis l'IF Olsfors.